# 베아트리체 첸치

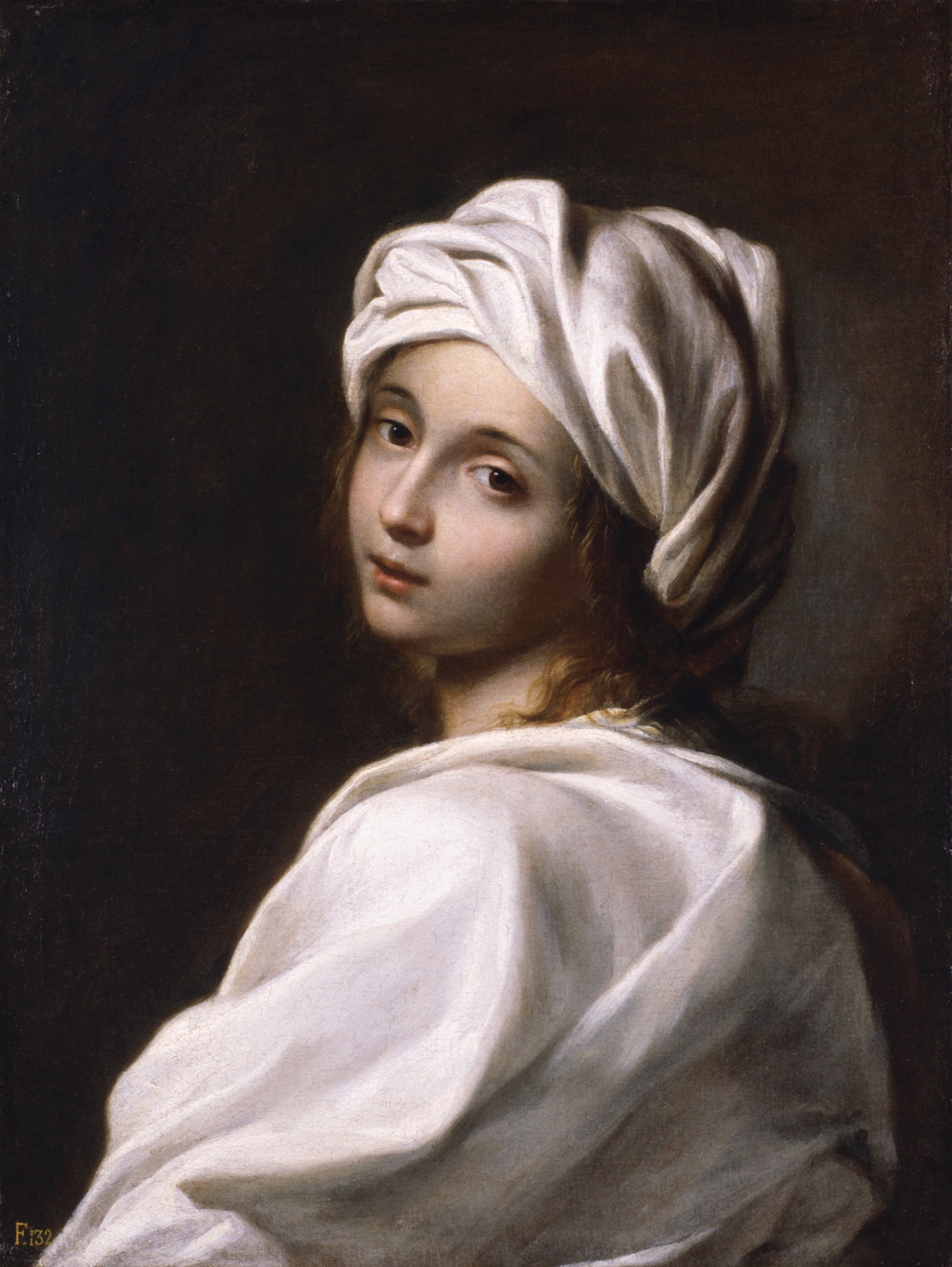

베아트리체 첸치(이탈리아어: Beatrice Cenci, 1577년 2월 6일 - 1599년 9월 11일)는 이탈리아의 귀족 여성이다. 그녀는 로마에서 일어난 끔찍한 살인 사건 공판의 주인공으로 유명하다.
베아트리체는 프란체스코 첸치의 딸이었는데, 프란체스코 첸치는 귀족으로 폭력적인 기질과 도덕적이지 못한 행동으로 말썽을 피웠기 때문에 이미 한 번 교황에게 처벌을 받은 전력이 있었다. 그들은 로마의 유대인 게토 끝에 중세풍으로 지은 궁전의 폐허 위에 세운 첸치 궁전에 살았다. 이들과 같이 살았던 사람들로는 베아트리체의 오빠 자코모와 프란체스코의 두 번째 아내 루크레치아 페트로니 그리고 그녀가 낳은 어린 사내아이 베르나르도가 있었다.

## 역사
전해지는 바에 따르면, 프란체스코 첸치는 아내와 아들들을 학대하였으며, 딸인 베아트리체를 강간했다고 한다. 그는 다른 죄목으로 투옥되었으나, 얼마 안 가 귀족이라는 이유로 정상참작이 되어 풀려났다. 베아트리체는 당국에 아버지의 상습적인 학대를 신고해 보았다. 비록 모든 로마 사람들이 그녀의 아버지가 어떤 인물인지 알고 있었지만, 아무런 조치가 없었다. 프란체스코는 자신을 신고했다는 사실을 알고 그녀와 루크레치아를 로마에서 내쫓아 지방에 소유하고 있는 성에 가둬 놓았다.
베아트리체 그리고 그녀를 동정했던 계모와 친오빠, 이복남동생은 프란체스코에게 복수하고 말겠다고 결심, 그를 죽이기 위한 음모를 계획하였다. 1598년 9월 9일, 두 명의 하인(이들 가운데 한 사람은 베아트리체의 비밀 연인이 됨)이 베아트리체 일당을 도와 프란체스코가 성 안에 머무는 동안 그에게 독약을 먹였지만, 죽지 않았다. 그러자 베아트리체와 그녀의 형제, 계모는 망치로 프란체스코를 쳐 죽인 다음, 실족사한 것으로 위장하려고 높은 난간에서 시체를 떨어뜨렸다. 그러나 세간에선 아무도 프란체스코가 사고로 죽었다고 믿지 않았다.
아무튼, 프란체스코가 없어졌다는 사실을 알아챈 교황의 경찰들은 사건의 진실을 파헤치려고 애썼다. 체포된 베아트리체의 연인은 고문을 받아 죽을 때까지 이실직고하지 않았다. 그동안에 사건의 진실을 알고 있었던 프란체스코 일가의 한 친구는 범행이 발각되지 않도록 이 일에 가담했던 또 다른 하인을 죽이라고 권유했다. 그렇지만 결국 음모가 밝혀졌고, 베아트리체를 비롯한 첸치 가문의 가담자 전원이 체포되었으며, 유죄로 인정되어 사형 판결을 받았다. 로마의 일반 시민들은 정당방위를 주장하며 법원의 결정에 항의했으며, 결국 사형 집행은 계속 미루어졌다. 하지만 교황 클레멘스 8세는 일말의 자비심도 보이지 않았다. 마침내 1599년 9월 11일 새벽녘에 산탄젤로 다리로 끌려나온 그들을 처형할 사형대가 설치되었다.
둔기의 일종인 나무 메로 4등분 된 자코모의 사지는 네거리에 달아맸다. 그 다음에는 루크레치아가 처형되었고 마지막에는 베아트리체가 처형대에 올라가 참수되었다. 어린 남동생 베르나르도는 유일하게 사형을 면했지만 처형장에 끌려 나가 가족들이 사형을 당하는 모습을 지켜봐야만 했다. 그리고 그 자리에서 교황에게 전 재산이 몰수되는 재산 몰수형을 당하고 다시 교도소로 끌려갔다. 베아트리체의 시신은 산 피에트로 인 몬토리오 성당에 매장되었다. 이 일로 로마 사람들은 베아트리체를 오만한 귀족 계급에 대한 저항의 상징으로 삼았으며, 해마다 베아트리체가 죽기 전날과 같은 날짜가 돌아오면 그 날 밤 잘린 머리를 든 베아트리체의 유령이 산탄젤로 다리에 나타난다는 괴담이 생겨났다.

## 같이 보기
- 귀도 레니
- 스탕달 증후군